# Santa Claus Lane
Santa Claus Lane è l'album di debutto di Hilary Duff pubblicato nel 2002. All'album hanno partecipato anche Christina Milian, Haylie Duff e Lil' Romeo. Nel 2003 l'album è stato ristampato con una traccia bonus. L'album contiene 5 cover di brani natalizi (Santa Claus Is Coming To Town, Jingle Bell Rock, Sleigh Ride, Last Christmas, A Wonderful Christmas Time) e 6 brani inediti (What Christmas Should Be, Santa Claus Lane, I Heard Santa on the Radio, When the Snow Comes Down in Tinseltown, Tell Me a Story, Same Old Christmas). In Italia il disco è uscito l'8 dicembre 2006.

## Tracce
1. Santa Claus Lane – 2:42 (Matthew Gerrard, Charlie Midnight, Bridget Benenate, Jay Landers)
2. Santa Claus is Coming to Town – 3:36 (John Frederick Coots, Haven Gillespie)
3. I Heard Santa on the Radio (feat. Christina Milian) – 4:02 (Chris Hamm, Charlie Midnight)
4. Jingle Bell Rock – 2:47 (Joseph Carleton Beal, James Ross Boothe)
5. When the Snow Comes Down in Tinseltown – 3:18 (Charlie Midnight)
6. Sleigh Ride – 3:04 (Leroy Anderson, Mitchell Parish)
7. Tell Me a Story (About the Night Before) (feat. Lil' Romeo) – 3:40 (Charlie Midnight, Chico Bennett, Jay Landers, Master P, Lil' Romeo)
8. Last Christmas – 4:11 (George Michael)
9. Same Old Christmas – 3:17 (Charlie Midnight, Marc Swersky)
10. Wonderful Christmastime – 2:55 (Paul McCartney)
11. What Christmas Should Be – 3:11 (Matthew Gerrard, Charlie Midnight) – Traccia bonus

## Classifiche
| Classifica (2002) | Posizione massima |
| ----------------- | ----------------- |
| Stati Uniti       | 154               |